# Пакьяо, Джинки
Мари́я Джеральди́н «Джи́нки» Пакья́о (англ. Maria Geraldine «Jinkee» Pacquiao), в девичестве — Джамо́ра (англ. Jamora; 12 января 1979, Киамба, Сарангани, Филиппины) — филиппинский политик, жена знаменитого боксёра Мэнни Пакьяо. Вице-губернатор филиппинской провинции Сарангани с 30 июня 2013 года.

## Личная жизнь
С 10 мая 2000 года Джинки замужем за боксёром Мэнни Пакьяо. Они познакомились в торговом центре, где Джинки продавала косметику. У супругов есть пятеро детей: три сына, Эммануэль Дапидран Пакьяо-младший, Майкл Стивен Пакьяо и Изрэйл Пакьяо (род.27.04.2014), и двое дочерей — Мэри Дивайн Грэйс Пакьяо и Куинн Элизабет Пакьяо.

## Политическая карьера
Двое друзей Мэнни просили его поддержать каждого из них на выборах вице-губернатора Сарангани. Тот не захотел выбирать, и вместо этого выставил кандидатуру своей жены. Та одержала уверенную победу.